# Prix Bodossaki de sciences sociales
Le prix Bodossaki en sciences sociales est décerné à d'éminents spécialistes en sciences sociales (sciences économiques, sciences politiques et droit) grecs de moins de 40 ans pour leur travail créatif de jeunes scientifiques grecs et pour récompenser leur engagement et leurs efforts pour l'avancement de la science et contribuer à la promotion de paradigmes exemplaires pour la société.
Les prix seront décernés à des personnes de nationalité, de filiation ou d'ascendance grecque.
En réalité, ce prix existe également pour les disciplines mathématiques, les sciences de la vie et les sciences appliquées.

## Récipiendaires
| Année | Récipiendaire                  | Université                            | Discipline                |
| ----- | ------------------------------ | ------------------------------------- | ------------------------- |
| 1993  | John Geanakoplos               | Université Yale                       | Économie                  |
| 1995  | Linos-Alexandros G. Sisilianos | Université d’Athènes                  | Droit                     |
| 1995  | Dimitrios N. Triantafyllou     | Commission européenne                 | Droit                     |
| 1996  | Costas J. Meghir               | Université Yale                       | Économie                  |
| 1997  | Dimitris J. Bertsimas          | Université Yale                       | Recherche opérationnelle  |
| 1999  | Takis T. Tridimas              | Université de Southampton             | Relations internationales |
| 2003  | Pinelopi Koujianou Goldberg    | Université Yale                       | Économie                  |
| 2005  | Pavlos Z. Eleftheriadis        | Université d'Oxford                   | Droit                     |
| 2008  | George-Marios Angeletos        | Massachusetts Institute of Technology | Économie                  |
| 2017  | Costas Arkolakis               | Université Yale                       | Économie                  |
| 2019  | Loukas Karabarbounis           | Université du Minnesota               | Économie                  |
| 2019  | Stelios Michalopoulos          | Université Brown                      | Économie                  |
| 2021  | Myrto Kalouptsidi              | Université Harvard                    | Économie                  |